# Are You the One? Brasil
Are You the One? Brasil fue un programa de telerrealidad brasileño producido por la Floresta Produções para Televisão y presentado por MTV (Brasil).
El reality está basado en la versión americana de Are You the One? producido por Lighthearted Entertainment y presentado la cadena estadounidense de MTV. A causa de la gran audiencia obtenida por las dos primeras temporadas de la versión americana, MTV (Brasil) decidió realizar una versión  local del show con la presentación de Felipe Titto. La serie se estrenó el día 1 de febrero de 2015 en MTV (Brasil), con todos los episodios siendo lanzados al aire solamente los domingos a partir de las 19h30, hasta el día 26 de abril de 2015 en el cual fue se presentó el episodio 11 titulado: El Match Final, donde después del término del reality los participantes mostraron al público como quedaron sus rutinas, con quienes estaban teniendo relaciones, entre otros aspectos.

## Temporadas
| Temporadas | Temporadas | Locación        | Episodios | Transmisión           | Transmisión         | Número de participantes | Matches perfectos encontrados? | Total de dinero |
| Temporadas | Temporadas | Locación        | Episodios | Inicio                | Final               | Número de participantes | Matches perfectos encontrados? | Total de dinero |
| ---------- | ---------- | --------------- | --------- | --------------------- | ------------------- | ----------------------- | ------------------------------ | --------------- |
|            | 1          | Río de Janeiro  | 10        | 1 de febrero de 2015  | 12 de abril de 2015 | 20                      | Sí                             | R$500,000       |
|            | 2          | Río de Janeiro  | 10        | 17 de enero de 2016   | 20 de marzo de 2016 | 20                      | Sí                             | R$500,000       |
|            | 3          | Trancoso, Bahía | 10        | 29 de enero de 2017   | 9 de abril de 2017  | 20                      | Sí                             | R$500,000       |
|            | 4          | Búzios          | 10        | 22 de febrero de 2018 | 26 de abril de 2018 | 21                      | Sí                             | R$400,000       |

## Temporada 1

### Elenco[5]
| Elenco           | Edad | Procedencia    |
| ---------------- | ---- | -------------- |
| Caio Carvalho    | 26   | Minas Gerais   |
| Gabriel Assef    | 27   | Río de Janeiro |
| Guilherme Cal    | 26   | Manaus, AM     |
| Henrique Tristão | 28   | Río de Janeiro |
| Igor Freitas     | 24   | Minas Gerais   |
| Lucas Hoeffel    | 27   | Nueva York, NY |
| Marco Aurélio    | 28   | São Paulo      |
| Saulo Leitte     | 25   | Río de Janeiro |
| Theo Fontes      | 29   | São Paulo      |
| Thiago Catena    | 27   | São Paulo      |

| Elenco             | Edad | Procedencia       |
| ------------------ | ---- | ----------------- |
| Ana Clara Paim     | 19   | Goiânia, GO       |
| Ana Paula Azambuja | 24   | São Paulo         |
| Bárbara Tovar      | 24   | Río de Janeiro    |
| Gabriela Mendes    | 23   | São Paulo         |
| Jéssica Waldow     | 26   | Rio Grande do Sul |
| Keroline Tu        | 26   | São Paulo         |
| Larissa Mattes     | 21   | São Paulo         |
| Luiza Aragão       | 26   | Brasília          |
| Marianna del Río   | 24   | Río de Janeiro    |
| Natasha Barreto    | 26   | Río de Janeiro    |

### Progreso
| Chicos            | Semana    | Semana    | Semana    | Semana    | Semana    | Semana    | Semana    | Semana       | Semana    | Semana |
| Chicos            | 1         | 2         | 3         | 4         | 5/6       | 7         | 8         | 9            | 10        |        |
| ----------------- | --------- | --------- | --------- | --------- | --------- | --------- | --------- | ------------ | --------- | ------ |
| Caio              | Keroline  | Marianna  | Ana Clara | Ana Paula | Ana Clara | Ana Clara | Keroline  | N/A          | Keroline  |        |
| Gabriel           | Ana Paula | Gabriela  | Marianna  | Natasha   | Marianna  | Marianna  | Larissa   | N/A          | Marianna  |        |
| Guilherme         | Bárbara   | Larissa   | Bárbara   | Bárbara   | Larissa   | Natasha   | Natasha   | N/A          | Larissa   |        |
| Henrique          | Natasha   | Natasha   | Gabriela  | Gabriela  | Gabriela  | Gabriela  | Gabriela  | N/A          | Gabriela  |        |
| Igor              | Marianna  | Ana Clara | Ana Paula | Keroline  | Natasha   | Larissa   | Ana Clara | N/A          | Luiza     |        |
| Lucas             | Luiza     | Jéssica   | Jéssica   | Jéssica   | Bárbara   | Keroline  | Bárbara   | N/A          | Jéssica   |        |
| Marco             | Gabriela  | Ana Paula | Luiza     | Ana Clara | Luiza     | Luiza     | Luiza     | N/A          | Ana Clara |        |
| Saulo             | Larissa   | Luiza     | Natasha   | Luiza     | Keroline  | Bárbara   | Jéssica   | N/A          | Bárbara   |        |
| Theo              | Ana Clara | Bárbara   | Larissa   | Larissa   | Ana Paula | Ana Paula | Ana Paula | N/A          | Ana Paula |        |
| Thiago            | Jéssica   | Keroline  | Keroline  | Marianna  | Jéssica   | Jéssica   | Marianna  | N/A          | Natasha   |        |
| Matches Correctos | 1         | 2         | 3         | 3         | 4         | 4         | 3         | No Ceremonia | 10        |        |

| Chicas            | Semana    | Semana    | Semana    | Semana    | Semana    | Semana    | Semana    | Semana       | Semana    | Semana |
| Chicas            | 1         | 2         | 3         | 4         | 5/6       | 7         | 8         | 9            | 10        |        |
| ----------------- | --------- | --------- | --------- | --------- | --------- | --------- | --------- | ------------ | --------- | ------ |
| Ana Clara         | Theo      | Igor      | Caio      | Marco     | Caio      | Caio      | Igor      | N/A          | Marco     |        |
| Ana Paula         | Gabriel   | Marco     | Igor      | Caio      | Theo      | Theo      | Theo      | N/A          | Theo      |        |
| Bárbara           | Guilherme | Theo      | Guilherme | Guilherme | Lucas     | Saulo     | Lucas     | N/A          | Saulo     |        |
| Gabriela          | Marco     | Gabriel   | Henrique  | Henrique  | Henrique  | Henrique  | Henrique  | N/A          | Henrique  |        |
| Jéssica           | Thiago    | Lucas     | Lucas     | Lucas     | Thiago    | Thiago    | Saulo     | N/A          | Lucas     |        |
| Keroline          | Caio      | Thiago    | Thiago    | Igor      | Saulo     | Lucas     | Caio      | N/A          | Caio      |        |
| Larissa           | Saulo     | Guilherme | Theo      | Theo      | Guilherme | Igor      | Gabriel   | N/A          | Guilherme |        |
| Luiza             | Lucas     | Saulo     | Marco     | Saulo     | Marco     | Marco     | Marco     | N/A          | Igor      |        |
| Marianna          | Igor      | Caio      | Gabriel   | Thiago    | Gabriel   | Gabriel   | Thiago    | N/A          | Gabriel   |        |
| Natasha           | Henrique  | Henrique  | Saulo     | Gabriel   | Igor      | Guilherme | Guilherme | N/A          | Thiago    |        |
| Matches Correctos | 1         | 2         | 3         | 3         | 4         | 4         | 3         | No Ceremonia | 10        |        |

Notas
 Nombre  Confirmado pareja perfecta
 Nombre  Sin confirmar pareja perfecta
Una vez que las cabinas de verdad son confirmadas como un match perfecto, esa pareja irá a la suite de luna de miel y será emparejado automáticamente para el resto de las ceremonias.

### Cabina de la verdad
| Pareja              | Episodio | Resultado           |
| ------------------- | -------- | ------------------- |
| Gabriel y Keroline  | 1        | Pareja incompatible |
| Igor y Marianna     | 2        | Pareja incompatible |
| Henrique y Gabriela | 3        | Match Perfecto      |
| Caio y Marianna     | 4        | Pareja incompatible |
| Guilherme y Bárbara | 5/6      | Pareja incompatible |
| Igor y Natasha      | 7        | Pareja incompatible |
| Caio y Keroline     | 8        | Match Perfecto      |
| Saulo y Bárbara     | 9        | Match Perfecto      |
| Theo y Ana Paula    | 10       | Match Perfecto      |

## Temporada 2
| Elenco            | Edad | Procedencia                  |
| ----------------- | ---- | ---------------------------- |
| Alex Ganacevich   | 26   | São Paulo                    |
| André Coelho      | 28   | Brasília                     |
| Felipe Garone     | 25   | São Paulo                    |
| Felipe Laport     | 27   | Río de Janeiro               |
| Franco Gottardini | 24   | Ciudad de Mendoza, Argentina |
| Paulo Roberto     | 27   | Belo Horizonte               |
| Rafael Gotlib     | 22   | Río de Janeiro               |
| Raoni Silva       | 26   | Río de Janeiro               |
| Tairo Lima        | 26   | Bahía                        |
| Thaigo Consani    | 26   | São Paulo                    |

| Elenco             | Edad | Procedencia    |
| ------------------ | ---- | -------------- |
| Alice Hellmann     | 24   | Campo Grande   |
| Anna Naylor        | 20   | Río de Janeiro |
| Bárbara Abreu1     | 22   | Jundiaí        |
| Cindy Campos       | 23   | São Paulo      |
| Elisabetta Pitrez1 | 19   | Brasília       |
| Fernanda Napoleão  | 27   | Florianópolis  |
| Fernanda Raja      | 24   | Florianópolis  |
| Júlia Cortês       | 24   | Niterói        |
| Luana Nogueira     | 23   | São Paulo      |
| Vanessa Aud        | 24   | São Paulo      |
| Vanessa Thomé      | 26   | Río de Janeiro |

1 Durante episodio 6, se encontró que Elisabetta estaba embarazada de una relación anterior con el programa. Por esta razón, dejó el programa y durante el desafío Barbara fue anunciado como su reemplazo.

### Progreso
| Chicos            | Semana      | Semana      | Semana      | Semana      | Semana      | Semana      | Semana      | Semana      | Semana      | Semana              |
| Chicos            | 1           | 2           | 3           | 4           | 5           | 6           | 7           | 8           | 9           | 10                  |
| ----------------- | ----------- | ----------- | ----------- | ----------- | ----------- | ----------- | ----------- | ----------- | ----------- | ------------------- |
| Alex              | Alice       | Anna        | Luana       | Fernanda N. | Fernanda N. | Fernanda N. | Fernanda N. | Fernanda N. | Fernanda N. | Fernanda N.         |
| André             | Vanessa T.  | Vanessa T.  | Vanessa T.  | Vanessa T.  | Vanessa T.  | Vanessa T.  | Vanessa T.  | Vanessa T.  | Vanessa T.  | Vanessa T.          |
| Felipe G.         | Júlia       | Júlia       | Alice       | Fernanda R. | Luana       | Luana       | Luana       | Cindy       | Bárbara     | Cindy               |
| Felipe L.         | Fernanda N. | Fernanda N. | Vanessa A.  | Elisabetta  | Elisabetta  | Bárbara     | Vanessa A.  | Fernanda R. | Fernanda R. | Luana               |
| Franco            | Cindy       | Cindy       | Anna        | Alice       | Alice       | Alice       | Alice       | Luana       | Luana       | Fernanda R.         |
| Paulo             | Vanessa A.  | Vanessa A.  | Cindy       | Vanessa A.  | Vanessa A.  | Vanessa A.  | Bárbara     | Vanessa A.  | Vanessa A.  | Vanessa A.          |
| Rafael            | Luana       | Luana       | Fernanda N. | Anna        | Anna        | Cindy       | Cindy       | Anna        | Anna        | Anna                |
| Raoni             | Fernanda R. | Fernanda R. | Fernanda R. | Júlia       | Júlia       | Júlia       | Júlia       | Júlia       | Júlia       | Júlia               |
| Tairo             | Elisabetta  | Elisabetta  | Elisabetta  | Cindy       | Cindy       | Anna        | Anna        | Alice       | Alice       | Alice               |
| Thaigo            | Anna        | Alice       | Júlia       | Luana       | Fernanda R. | Fernanda R. | Fernanda R. | Bárbara     | Cindy       | Elisabetta/ Bárbara |
| Matches Correctos | 2           | 2           | 1           | 5           | 5           | 4           | 3           | 8           | 6           | 10                  |

| Chicas               | Semana    | Semana    | Semana    | Semana    | Semana    | Semana    | Semana    | Semana    | Semana    | Semana    |
| Chicas               | 1         | 2         | 3         | 4         | 5         | 6         | 7         | 8         | 9         | 10        |
| -------------------- | --------- | --------- | --------- | --------- | --------- | --------- | --------- | --------- | --------- | --------- |
| Alice                | Alex      | Thaigo    | Felipe G. | Franco    | Franco    | Franco    | Franco    | Tairo     | Tairo     | Tairo     |
| Anna                 | Thaigo    | Alex      | Franco    | Rafael    | Rafael    | Tairo     | Tairo     | Rafael    | Rafael    | Rafael    |
| Cindy                | Franco    | Franco    | Paulo     | Tairo     | Tairo     | Rafael    | Rafael    | Felipe G. | Thaigo    | Felipe G. |
| Elisabetta/ Bárbara1 | Tairo     | Tairo     | Tairo     | Felipe L. | Felipe L. | Felipe L. | Paulo     | Thaigo    | Felipe G. | Thaigo    |
| Fernanda N.          | Felipe L. | Felipe L. | Rafael    | Alex      | Alex      | Alex      | Alex      | Alex      | Alex      | Alex      |
| Fernanda Raja        | Raoni     | Raoni     | Raoni     | Felipe G. | Thaigo    | Thaigo    | Thaigo    | Felipe L. | Felipe L. | Franco    |
| Júlia                | Felipe G. | Felipe G. | Thaigo    | Raoni     | Raoni     | Raoni     | Raoni     | Raoni     | Raoni     | Raoni     |
| Luana                | Rafael    | Rafael    | Alex      | Thaigo    | Felipe G. | Felipe G. | Felipe G. | Franco    | Franco    | Felipe L. |
| Vanessa Aud          | Paulo     | Paulo     | Felipe L. | Paulo     | Paulo     | Paulo     | Felipe L. | Paulo     | Paulo     | Paulo     |
| Vanessa T.           | André     | André     | André     | André     | André     | André     | André     | André     | André     | André     |
| Matches Correctos    | 2         | 2         | 1         | 5         | 5         | 4         | 3         | 8         | 6         | 10        |

Notas
 Nombre  Confirmado pareja perfecta
 Nombre  Sin confirmar pareja perfecta
Una vez que las cabinas de verdad son confirmadas como un match perfecto, esa pareja irá a la suite de luna de miel y será emparejado automáticamente para el resto de las ceremonias.

### Cabina de la verdad
| Pareja               | Episodio | Resultado           |
| -------------------- | -------- | ------------------- |
| Raoni y Vanessa A.   | 1        | Pareja incompatible |
| Alex y Alice         | 2        | Pareja incompatible |
| André y Vanessa T.   | 3        | Match Perfecto      |
| Felipe G. y Júlia    | 4        | Pareja incompatible |
| Thaigo y Luana       | 5        | Pareja incompatible |
| Felipe L. y Bárbara  | 6        | Pareja incompatible |
| Alex y Fernanda N.   | 7        | Match Perfecto      |
| Tairo y Cindy        | 8        | Pareja incompatible |
| Tairo y Alice        | 9        | Match Perfecto      |
| Franco y Fernanda R. | 10       | Match Perfecto      |

## Temporada 3
La tercera temporada estrenó en Brasil el 29 de enero de 2017.

### Participantes[7]
| Elenco           | Edad | Procedencia                  |
| ---------------- | ---- | ---------------------------- |
| Allan Costa      | 29   | Río de Janeiro, RJ           |
| Arthur Lemes     |      | Pirajuí, São Paulo           |
| Caíque Mattos    | 23   | São Paulo, SP                |
| Felipe Marques   | 23   | São Paulo, SP                |
| Henrique Ciocchi | 26   | Salvador, Bahía              |
| Lucian Miranda   | 27   | Rosario, Argentina           |
| Luís Ado         | 30   | Nova Trento, Santa Catarina  |
| Rafael Fernandes | 24   | Río de Janeiro, RJ           |
| Ramon Durr       | 26   | Río de Janeiro, RJ           |
| Renan Prestes    | 26   | Belo Horizonte, Minas Gerais |
| Thaigo Madeira   | 31   | Brasília, DF                 |

| Elenco             | Edad | Procedencia                     |
| ------------------ | ---- | ------------------------------- |
| Amanda Kimberlly   | 22   | Quatiguá, Paraná                |
| Ana Bárbara Lima   | 26   | Belo Horizonte, Minas Gerais    |
| Andressa Alves     | 22   | Crisópolis, Bahía               |
| Gabriela Bergantín | 21   | São Paulo, SP                   |
| Irina Gatsalova    | 33   | Moscou, Rússia                  |
| Isabella Motta     | 22   | Salvador, Bahía                 |
| Jéssica Kuhn       | 25   | Santo Ângelo, Rio Grande do Sul |
| Larissa Bernardini | 20   | Belo Horizonte, Minas Gerais    |
| Laura Boson        | 27   | Belo Horizonte, Minas Gerais    |
| Mia Siqueira       | 22   | Porto Alegre, Rio Grande do Sul |

### Progresso
| Chicos            | Semana      | Semana      | Semana      | Semana      | Semana      | Semana      | Semana      | Semana      | Semana       | Semana      |
| Chicos            | 1           | 2           | 3           | 4           | 5           | 6           | 7           | 8           | 9            | 10          |
| ----------------- | ----------- | ----------- | ----------- | ----------- | ----------- | ----------- | ----------- | ----------- | ------------ | ----------- |
| Allan             | Andressa    | Larissa     | Andressa    | Andressa    | Andressa    | Ana Bárbara | Ana Bárbara | Irina       | N/A          | Irina       |
| Caíque            | Mia         | Mia         | Mia         | Mia         | Mia         | Mia         | Mia         | Mia         | Mia          | Mia         |
| Felipe            | Amanda      | Gabriela    | Ana Bárbara | Larissa     | Isabella    | Isabella    | Andressa    | Andressa    | N/A          | Larissa     |
| Henrique          | Larissa     | Amanda      | Larissa     | Jéssica     | Jéssica     | Gabriela    | Amanda      | Gabriela    | N/A          | Gabriela    |
| Lucian            | Irina       | Andressa    | Irina       | Isabella    | Gabriela    | Andressa    | Gabriela    | Laura       | N/A          | Isabella    |
| Luís              | Laura       | Jéssica     | Gabriela    | Amanda      | Ana Bárbara | Amanda      | Isabella    | Amanda      | N/A          | Andressa    |
| Rafael            | Gabriela    | Ana Bárbara | Amanda      | Irina       | Larissa     | Irina       | Larissa     | Isabella    | N/A          | Ana Bárbara |
| Ramon             | Isabella    | Isabella    | Isabella    | Ana Bárbara | Laura       | Laura       | Laura       | Ana Bárbara | N/A          | Laura       |
| Renan             | Jéssica     | Irina       | Jéssica     | Laura       | Irina       | Jéssica     | Jéssica     | Jéssica     | Jéssica      | Jéssica     |
| Thiago/Arthur     | Ana Bárbara | Laura       | Laura       | Gabriela    | Amanda      | Larissa     | Irina       | Larissa     | N/A          | Amanda      |
| Matches Correctos | 2           | 2           | 2           | 3           | 3           | 4           | 3           | 4           | No Ceremonia | 10          |

| Chicas            | Semana   | Semana   | Semana   | Semana   | Semana   | Semana   | Semana   | Semana   | Semana       | Semana   |
| Chicas            | 1        | 2        | 3        | 4        | 5        | 6        | 7        | 8        | 9            | 10       |
| ----------------- | -------- | -------- | -------- | -------- | -------- | -------- | -------- | -------- | ------------ | -------- |
| Amanda            | Felipe   | Henrique | Rafael   | Luís     | Arthur   | Luís     | Henrique | Luis     | N/A          | Arthur   |
| Ana Bárbara       | Arthur   | Rafael   | Felipe   | Ramon    | Luís     | Allan    | Allan    | Ramon    | N/A          | Rafael   |
| Andressa          | Allan    | Lucian   | Allan    | Allan    | Allan    | Lucian   | Felipe   | Felipe   | N/A          | Luís     |
| Gabriela          | Rafael   | Felipe   | Luís     | Arthur   | Lucian   | Henrique | Lucian   | Henrique | N/A          | Henrique |
| Irina             | Lucian   | Renan    | Lucian   | Rafael   | Renan    | Rafael   | Arthur   | Allan    | N/A          | Allan    |
| Isabella          | Ramon    | Ramon    | Ramon    | Lucian   | Felipe   | Felipe   | Luís     | Rafael   | N/A          | Lucian   |
| Jéssica           | Renan    | Luís     | Renan    | Henrique | Henrique | Renan    | Renan    | Renan    | Renan        | Renan    |
| Larissa           | Henrique | Allan    | Henrique | Felipe   | Rafael   | Arthur   | Rafael   | Arthur   | N/A          | Felipe   |
| Laura             | Luís     | Arthur   | Arthur   | Renan    | Ramon    | Ramon    | Ramon    | Lucian   | N/A          | Ramon    |
| Mia               | Caíque   | Caíque   | Caíque   | Caíque   | Caíque   | Caíque   | Caíque   | Caíque   | Caíque       | Caíque   |
| Matches Correctos | 2        | 2        | 2        | 3        | 3        | 4        | 3        | 4        | No Ceremonia | 10       |

Notas
 Nombre  Confirmado pareja perfecta
 Nombre  Sin confirmar pareja perfecta
Una vez que las cabinas de verdad son confirmadas como un match perfecto, esa pareja irá a la suite de luna de miel y será emparejado automáticamente para el resto de las ceremonias.
Thiago tuvo que dejar el programa en el capítulo 1 por problemas de salud, en sustitución llegó Arthur.

### Cabina de la Verdad
| Pareja            | Episodio | Resultado           |
| ----------------- | -------- | ------------------- |
| Caíque y Larissa  | 1        | Pareja Incompatible |
| Caíque y Mia      | 2        | Pareja Ideal        |
| Luís y Laura      | 3        | Pareja Incompatible |
| Felipe y Amanda   | 4        | Pareja Incompatible |
| Ramon y Isabella  | 5        | Pareja Incompatible |
| Allan y Andressa  | 6        | Pareja Incompatible |
| Renan y Jéssica   | 7        | Pareja Ideal        |
| Lucian y Gabriela | 8        | Pareja Incompatible |
| Rafael y Laura    | 9        | Pareja Incompatible |
| Lucian y Isabella | 10       | Pareja Ideal        |

## Temporada 4

### Reparto
| Reparto          | Edad | Procedencia        |
| ---------------- | ---- | ------------------ |
| Fábio Croce      | 24   | Bolonia, Italia    |
| Felipe Beribá    | 26   | Salvador, BA       |
| George Vanzan    | 22   | Três de Maio, RS   |
| Gustavo Perpétuo | 29   | Teófilo Otoni, MG  |
| Ian Turturro     | 24   | Río de Janeiro, RJ |
| Jonas Paiva      | 30   | Belo Horizonte, MG |
| Lucas Vianna     | 26   | Ipatinga, MG       |
| Luis Copini      | 22   | Santo André, SP    |
| Paulo Passini    | 28   | Río de Janeiro, RJ |
| Vanderlei Nagô   | 27   | Salvador, BA       |
| Victor Moura     | 29   | Vitória, ES        |
| Wallyson Silva   | 24   | Suzano, SP         |

| Reparto              | Edad | Procedencia               |
| -------------------- | ---- | ------------------------- |
| Gabriela Boldrini    | 21   | Vila Velha, ES            |
| Gabriella Zuffo      | 22   | São Paulo, SP             |
| Juliana Gomes        | 22   | Río de Janeiro, RJ        |
| Manuela Guglielmi    | 21   | Criciúma, SC              |
| María Eugenia Luz    | 22   | São José do Rio Preto, SP |
| Natália Cavalcanti   | 22   | Recife, PE                |
| Natasha Pugliesi     | 20   | Sorengo, Suiza            |
| San Cordeiro         | 25   | São Paulo, SP             |
| Tuka Matos           | 21   | Unaí, MG                  |
| Victória de Oliveira | 20   | Río de Janeiro, RJ        |

### Progreso
| Fabio             | Tuka       | N/A        | Manuela    | Manuela    | Manuela    | San        | N/A        | Victória   | Natasha    | Natália    |
| Felipe            | Natália    | Tuka       | Tuka       | San        | N/A        | M. Eugenia | Manuela    | Manuela    | Victória   | Natasha    |
| Gustavo           | Gabi Z.    | Victória   | Victória   | Victória   | San        | Gabi B.    | San        | Natália    | San        | San        |
| Ian               | Natasha    | M. Eugenia | N/A        | M. Eugenia | M. Eugenia | Victória   | M. Eugenia | M. Eugenia | M. Eugenia | M. Eugenia |
| Jonas             | N/A        | Gabi B.    | M. Eugenia | Gabi B.    | Tuka       | Tuka       | Gabi Z.    | Tuka       | Natália    | Gabi B.    |
| Lucas/George      | Manuela    | Natália    | Natália    | Natasha    | Victória   | N/A        | Natália    | Natasha    | Juliana    | Victória   |
| Luis              | M. Eugenia | Juliana    | Gabi Z.    | Juliana    | Juliana    | Manuela    | Juliana    | Juliana    | Manuela    | Gabi Z.    |
| Nagô              | San        | Gabi Z.    | Natasha    | Gabi Z.    | Natasha    | Natasha    | Natasha    | N/A        | N/A        | Juliana    |
| Paulo             | Victória   | Manuela    | Juliana    | N/A        | Gabi B.    | Gabi Z.    | Gabi B.    | Gabi B.    | Tuka       | Tuka       |
| Victor            | Juliana    | Natasha    | Gabi B.    | Natália    | Natália    | Natália    | Victoria   | Gabi Z.    | Gabi B.    | Manuela    |
| Wallyson          | Gabi B.    | San        | San        | Tuka       | Gabi Z.    | Juliana    | Tuka       | San        | Gabi Z.    | Juliana    |
| Parejas Perfectas | 0          | 2          | 1          | 2          | 3          | 1          | 2          | 1          | 3          | 10         |

| Gabi B.           | Wallyson | Jonas    | Victor   | Jonas    | Paulo    | Gustavo  | Paulo    | Paulo    | Victor   | Jonas           |
| Gabi Z.           | Gustavo  | Nagô     | Luis     | Nagô     | Wallyson | Paulo    | Jonas    | Victor   | Wallyson | Luis            |
| Juliana           | Victor   | Luis     | Paulo    | Luis     | Luis     | Wallyson | Luis     | Luis     | George   | Nagô & Wallyson |
| Manuela           | Lucas    | Paulo    | Fabio    | Fabio    | Fabio    | Luis     | Felipe   | Felipe   | Luis     | Victor          |
| M. Eugenia        | Luis     | Ian      | Jonas    | Ian      | Ian      | Felipe   | Ian      | Ian      | Ian      | Ian             |
| Natália           | Felipe   | Lucas    | Lucas    | Victor   | Victor   | Victor   | George   | Gustavo  | Jonas    | Fabio           |
| Natasha           | Ian      | Victor   | Nagô     | Lucas    | Nagô     | Nagô     | Nagô     | George   | Fabio    | Felipe          |
| San               | Nagô     | Wallyson | Wallyson | Felipe   | Gustavo  | Fabio    | Gustavo  | Wallyson | Gustavo  | Gustavo         |
| Tuka              | Fabio    | Felipe   | Felipe   | Wallyson | Jonas    | Jonas    | Wallyson | Jonas    | Paulo    | Paulo           |
| Victória          | Paulo    | Gustavo  | Gustavo  | Gustavo  | Lucas    | Ian      | Victor   | Fabio    | Felipe   | George          |
| Parejas Perfectas | 0        | 2        | 1        | 2        | 3        | 1        | 2        | 1        | 3        | 10              |

Notas
 Nombre  Match Perfecto confimardo  Nombre  Match Perfecto no confirmado
Lucas fue expulsado del programa en el capítulo 6 por agredir a Jonas, en su sustitución llegó George.

### Cabina de la verdad
| Pareja                | Episodio | Resultado           | Decimoprimer chico  |
| --------------------- | -------- | ------------------- | ------------------- |
| Felipe y Gabi B.      | 1        | Pareja Incompatible | N/A                 |
| Fábio y María Eugenia | 2        | Pareja Incompatible | N/A                 |
| Victor y Natasha      | 3        | Pareja Incompatible | N/A                 |
| Paulo y Manuela       | 4        | Pareja Incompatible | N/A                 |
| Felipe y Tuka         | 5        | Pareja Incompatible | N/A                 |
| Ian y Manuela         | 6        | Pareja Incompatible | N/A                 |
| Fabio y Manuela       | 7        | Pareja Incompatible | N/A                 |
| Ian y Maria Eugenia   | 8        | Pareja Ideal        | Pareja Incompatible |
| Felipe y Juliana      | 9        | Pareja Incompatible | Pareja Ideal        |
| Nagô y Juliana        | 10       | Pareja Ideal        | Pareja Ideal        |